# Chris Doyle
Chris Doyle (30 de abril de 1981) es un deportista estadounidense que compitió en ciclismo en la modalidad de BMX estilo libre. Consiguió cinco medallas en los X Games.

## Medallero internacional
| \| X Games de Verano \| X Games de Verano \| X Games de Verano \| X Games de Verano \| \| Año \| Lugar \| Medalla \| Prueba \| \| ----------------- \| ---------------------------- \| ----------------- \| ----------------- \| \| 2002 \| Filadelfia (Estados Unidos) \| Medalla de bronce \| Dirt \| \| 2003 \| Los Ángeles (Estados Unidos) \| Medalla de bronce \| Dirt \| \| 2004 \| Los Ángeles (Estados Unidos) \| Medalla de plata \| Dirt \| \| 2005 \| Los Ángeles (Estados Unidos) \| Medalla de plata \| Dirt \| \| 2015 \| Austin (Estados Unidos) \| Medalla de bronce \| Dirt \| |                              |                   |        |
| X Games de Verano |                              |                   |        |
| Año | Lugar                        | Medalla           | Prueba |
| 2002 | Filadelfia (Estados Unidos)  | Medalla de bronce | Dirt   |
| 2003 | Los Ángeles (Estados Unidos) | Medalla de bronce | Dirt   |
| 2004 | Los Ángeles (Estados Unidos) | Medalla de plata  | Dirt   |
| 2005 | Los Ángeles (Estados Unidos) | Medalla de plata  | Dirt   |
| 2015 | Austin (Estados Unidos)      | Medalla de bronce | Dirt   |